# Herpetotèrids
Els herpetotèrids (Herpetotheriidae) són una família extinta de mamífers metateris que visqueren a Àfrica, Europa i Nord-amèrica entre el Cretaci superior i el Miocè. Se n'han trobat restes fòssils a Alemanya, el Canadà, Egipte, Espanya (incloent-hi el jaciment dels Casots), els Estats Units, França i Oman. Les espècies d'aquest grup eren dilambdodontes i estaven dotades de metacònids engrandits a les dents molars superiors. Devien ser animals terrestres i de dieta omnívora.
Hi ha fonts que els donen com a tàxon germà dels marsupials, i d'altres que els situen dins mateix dels marsupials. A setembre del 2023, els estudis més recents segueixen aquesta última classificació.